# 李鋕
李鋕（1535年—1625年），字廷新，號旭山，浙江處州府縉雲縣人，民籍，明朝政治人物、進士出身。官至刑部尚書。

## 生平
隆慶四年（1570年）庚午科浙江鄉試第十六名，萬曆二年（1574年）甲戌科會試第二百六十四名，登二甲第五十二名進士。任刑部云南司主事，升南京兵部车驾司员外郎、武选司郎中，十一年父丧丁憂，十四年起補职方司郎中，十七年充会试同考官，升广西提学副使，二十一年正月升广东布政使司左参政、山东按察司按察使。万历二十六年，升任都察院右佥都御史、凤阳巡抚。因忤逆旨意，二十七年三月被令致仕。
万历四十年（1612年）八月起用南京刑部右侍郎，次年四月赴任，改吏部右侍郎，四十二年十二月轉左侍郎，四十三年十一月大学士方從哲疏请点用李鋕为刑部尚书，仍令管都察院事。万历四十四年十一月引疾乞休，不允，四十六年十一月改任都察院左都御史，四十七年二月以人言引疾乞休，疏凡三上，俱优旨慰留。又连章乞休，词甚迫切，八月准致仕，驰驿回籍，卒年九十一，赠太子太保、谥贞肃。

## 家族
著有《三朝奏稿》、《三游诗稿》、《乐泌堂文集》等。
曾祖父李顥，曾任貢士；祖父李長，曾任前戶科給事中；父李琩，曾任貢士 封南京通政使司右參議。母田氏（封宜人）。具慶下。兄李鋋；李鍵，布政司右參政；李陽泰，知縣；李陽會，光禄寺监事；李鍈，监生；李阳吉，贡士；李鏌，监生。子李永隆。